# Ura
Ura község Szabolcs-Szatmár-Bereg vármegyében, a Csengeri járásban.

## Fekvése
A vármegye délkeleti részén helyezkedik el, a Szatmári-síkságon. A környező települések közül Csengerújfalu 2, Csenger 8, Tyukod 5, Nagyecsed 14, Porcsalma pedig 12 kilométer távolságra található.

### Megközelítése
Csak közúton közelíthető meg, Porcsalma felől a 4923-as, Csenger felől pedig a 4924-es úton.

## Története
Ura nevét 1374-ből említik először az ismert oklevelek, ekkor Wra alakban írták. A település ősidők óta az Uray családé volt, bár 1646-ban báró Károlyi Ádám is részbirtokos volt Urán. Az 1900-as évek elején gróf Tisza Istvánnak, Uray Bálintnak és báró Uray Margitnak volt itt birtoka.
A falu teljesen az Ecsedi-láp szélére épült, mely állandóan elnyeléssel fenyegette. A település a 18. század elején el is pusztult a láp miatt. 1724-től 1800-ig puszta volt és lakatlan.
A faluban református magyarság telepedett meg újra, majd az 1800-as évek elején építették fel kicsi fatemplomukat, mely helyett 1902-ben építettek újat. Az 1855-ös nagy áradáskor az egész község víz alá került.
Ura az 1900-as évek elején 610 lakosú, 68 házból álló kis település volt. Lakosai közül 268 református, 229 görögkatolikus, 48 római katolikus, és 60 izraelita vallású lakossal.

## Közélete

### Polgármesterei
- 1990–1994: Mosolygó Miklós (független)[3]
- 1994–1998: Mosolygó Miklós (független)[4]
- 1998–2002: Mosolygó Miklós (független)[5]
- 2002–2006: Mosolygó Miklós (független)[6]
- 2006–2010: Mosolygó Miklós (független)[7]
- 2010–2014: Mosolygó Miklós (Fidesz-KDNP)[8]
- 2014–2015: Mosolygó Miklós (Fidesz-KDNP)[9]
- 2015–2019: Karácsony Sándor Zoltán (független)[10]
- 2019–2024: Karácsony Sándor Zoltán (Fidesz-KDNP)[11]
- 2024– : Karácsony Sándor Zoltán (Fidesz-KDNP)[1]

A településen 2015. március 29-én időközi polgármester-választást kellett tartani, mert a települést a rendszerváltás óta megszakítás nélkül, közel negyedszázadon át vezető, és az előző év őszén hetedik ciklusára is újraválasztott Mosolygó Miklós polgármester 2015. január első napján elhunyt.

## Népesség
A település népességének változása:
| Lakosok száma | 638  | 622  | 610  | 592  | 526  | 508  | 503  |
|               | 2013 | 2014 | 2015 | 2021 | 2022 | 2023 | 2024 |

2001-ben a település lakosságának közel 100%-a magyar nemzetiségűnek vallotta magát.
A 2011-es népszámlálás során a lakosok 89,3%-a magyarnak, 0,8% cigánynak mondta magát (10,7% nem nyilatkozott; a kettős identitások miatt a végösszeg nagyobb lehet 100%-nál). A vallási megoszlás a következő volt: római katolikus 5,8%, református 42,4%, görögkatolikus 37,6%, felekezeten kívüli 1,3% (11,9% nem válaszolt).
2022-ben a lakosság 89,9%-a vallotta magát magyarnak, 1,5% románnak, 1,1% cigánynak, 0,2-0,2% ukránnak és németnek, 1% egyéb, nem hazai nemzetiségűnek (9,5% nem nyilatkozott; a kettős identitások miatt a végösszeg nagyobb lehet 100%-nál). Vallásuk szerint 6,8% volt római katolikus, 35,7% református, 29,8% görög katolikus, 0,8% egyéb keresztény, 0,2% ortodox, 2,9% felekezeten kívüli (22,2% nem válaszolt).

## Nevezetességei
- Református templom - Az 1800-as évek elején épített kis fatemplom helyett  1902-ben építettek újat.
- Görög katolikus templom. Ura görögkatolikusai a 18. század végétől a csengerújfalui parókiához tartoztak. Templomukat 1932/33-ban építették a Szentháromság tiszteletére. A latin kereszt alaprajzú épület bizáncias falképeit Pásztor Miklós festette. 2011-ben pályázati segítséggel a templomot felújították, a félbemaradt tornyot magasították, október 30-án Kocsis Fülöp megyéspüspök szentelte fel. 2013–14-ben új ikonosztázion készült. Önálló parókiaként működött 1962–1988 között. ( Forrás: www.nyirgorkat.hu )
- Hősök emlékpark, amelyet 2023. június 4-én, a Nemzeti Összetartozás Napján adtak át.